# Pentera
A Pentera é uma empresa de softwares de cibersegurança, especializada em soluções automatizadas de validação de segurança. Fundada originalmente como Pcysys em 2015, a empresa posteriormente reposicionou sua marca para Pentera em 2021. A organização é liderada por Amitai Ratzon (CEO) e pelo Dr. Arik Liberzon (fundador e CTO). A Pentera está presente nos EUA, Alemanha, Reino Unido, Israel, Dubai e Singapura.

## Produto
A Pentera desenvolve softwares de validação de segurança projetados para testar controles, credenciais e vulnerabilidades de cibersegurança dentro das organizações. A plataforma é projetada para auxiliar na identificação e priorização de falhas de segurança visando aumentar a resiliência de uma organização a ciberataques.
O software Pentera utiliza algoritmos para testar todo o ambiente de TI, incluindo as superfícies de ataque da rede interna e externa, tanto local quanto na nuvem. A plataforma é projetada para realizar a emulação automatizada de técnicas de ataques éticos, como execução remota de código, cracking de senhas e exfiltração de dados. A plataforma não requer a instalação de agentes de software nos endpoints da rede, tornando-a compatível com a maioria dos sistemas corporativos e provedores de serviços de segurança.
A plataforma Pentera é composta por esses produtos e módulos complementares:
- Produto Pentera Core: Mapeia, testa e valida o controle de segurança da rede interna da organização.[9][10]
- Produto Pentera Surface: Mapeia, testa e valida o controle de segurança da rede externa da organização.[11]
- Produto Pentera Cloud: mapeia, testa e valida os controles de segurança dos ambientes em nuvem da organização.[12]
- Módulo Pentera RansomwareReady: Valida as defesas da organização contra os últimos ataques de ransomware conhecidos.[13][14]
- Módulo Pentera Credentials Exposure: Utiliza dados reais de fontes de credenciais vazadas para identificar ameaças às superfícies de ataque internas e externas da organização.[15][16]

## Pesquisa
O Pentera Labs é o braço de pesquisa da empresa, que monitora ativamente feeds de inteligência de ameaças e identifica novas vulnerabilidades e técnicas de ataque utilizadas por adversários. Suas publicações ficam disponíveis para os defensores cibernéticos identificarem, analisarem, emularem e mitigarem novas táticas e técnicas de adversários em ambientes reais.
Essas descobertas são sintetizadas e incorporadas à plataforma Pentera para aprimorar continuamente suas capacidades de teste de segurança. O Pentera Labs também divulgou vulnerabilidades recém-descobertas do tipo “zero day” e contribuiu para técnicas, táticas e procedimentos (TTPs) contra adversários na matriz MITRE ATT&CK.
Exemplos de descobertas e contribuições para a comunidade do Pentera Labs:
- Vulnerabilidades Zero Day: Em março de 2022, a equipe do Pentera Labs descobriu duas vulnerabilidades zero day, CVE-2022-22948 e CVE-2021-22015. Foram reveladas fragilidades em ambientes gerenciados pelo VMware vCenter em mais de 500.000 organizações ao redor do mundo. As vulnerabilidades foram reportadas à VMware pela Pesquisadora Sênior de Segurança Yuval Lazar, o que resultou numa correção por meio de um patch da VMware.[20]
- “135 é a nova 445”: Em setembro de 2022, a equipe do Pentera Labs desenvolveu uma implementação para a ferramenta Sysinternals PsExec que permite movimentações laterais numa rede usando a porta menos monitorada, a porta TCP 135 do Windows.[21]
- “Quem Roubou Meus Cookies? Vulnerabilidade XSS no Microsoft Azure Functions”: Em janeiro de 2023, a equipe do Pentera Labs encontrou uma vulnerabilidade de XSS no Microsoft Azure Functions, que foi corrigida pela Microsoft após ser reportada.[22]

## Investimento
Até março de 2025, a Pentera arrecadou um total de US$ 250 milhões por meio de várias rodadas de financiamento:
- Investimento Seed: Desde sua incorporação até 2018, a empresa arrecadou o valor total de US$ 5 milhões.[23][24]
- Series A: Em novembro de 2019, foram arrecadados US$ 10 milhões da AWZ Ventures e do Blackstone Group.[23]
- Series B: Em setembro de 2020, foram arrecadados US$ 25 milhões[25] da Insight Partners, AWZ Ventures e Blackstone Group.[24][26][27]
- Series C: Em janeiro de 2022, a Pentera passou a ser considerada unicórnio ao captar US$ 150 milhões, dos quais US$ 75 milhões foram de investimento primário, provenientes da K1 Investment Management, Evolution Equity Partners e Insight Partners. Essa rodada de investimentos fez a Pentera ser avaliada em US$ 1 bilhão.[28][29]

- Série D (março de 2025): arrecadados US$ 60 milhões, liderados por Evolution Equity Partners, com participação da Farallon Capital Management.[30][31]

Desde a Série C, a Pentera experimentou um crescimento significativo, aumentando sua receita recorrente anual (ARR) em mais de 300% e expandindo sua base de clientes em 200%. O financiamento apoiará pesquisa e desenvolvimento, integração de inteligência artificial na validação de segurança e expansão no mercado dos Estados Unidos.